# Sophie Karbjinski
Sophie Karbjinski, född 10 september 1995 i Berlin, är en tysk skådespelerska.
Karbjinski spelade Emma Schubert i TV-serien Kompisar på nätet som spelats in i Australien, Tyskland och Singapore och som började sändas i slutet av december 2010 i Sverige. Hon spelade med Charlotte Nicdao (Jackie Lee) och Marny Kennedy (Ally Henson). Karbjinski sjöng även flera låtar med Nicdao och Kennedy när hon spelade i Kompisar på nätet.

## Filmografi (urval)
- 2010–2011 – Kompisar på nätet (TV-serie) (26 avsnitt, som Emma Schubert)